# カリ・オース
カリ・オース（Karen Marta Inanda "Kari" Aas、1886年10月6日-1978年1月2日）は、ノルウェーの教師兼スカウト担当者であり、1927年から1935年までノルウェーガイダンスアンドスカウト協会のスカウトを務めた。

## 背景
オースは教師大学を卒業し、1909年に教師となった。。1910年に彼女はトロンハイムに移り、トロンハイムの教育委員会およびトロンハイムコンサート協会の執行委員であるTrondhjemskonsertforeningのメンバーであった。
オースは、ノルウェーの代表の1人としてブダペストで開催された1928年の世界スカウト会議に出席した。また、オースは1930年の世界会議で採択されたガールガイドガールスカウト世界協会の世界三つ葉のエンブレムをデザインしました。（青い背景に金色の三つ葉）。
オースはスカウティングについて数冊の本を書き、Silver FishAwardを受賞した。